# 路易莎·費爾南達 (蒙龐西耶公爵夫人)
路易莎·費爾南達（西班牙語：Luisa Fernanda，1832年1月30日—1897年2月2日），是西班牙公主。她的父亲是西班牙国王费尔南多七世，姐姐是伊莎贝拉二世。
1846年，路易莎·費爾南達和法国国王路易-菲利普一世的幼子蒙龐西耶公爵安托萬结婚，育有九名孩子。